# Family Tree Builder
MyHeritage Family Tree Builder – program genealogiczny napisany przez zespół MyHeritage.
Program pozwala na tworzenie rozbudowanego drzewa genealogicznego oferując użytkownikowi wiele opcji z tym związanych. Dostępny jest tylko na platformę Windows. Obsługuje powszechnie wykorzystywany w programach genealogicznych format GEDCOM, a od wersji 5.1 także formaty plików z innych programów genealogicznych takich jak Family Tree Maker (FTM, FTW, FTMB), Personal Ancestral File (PAF), Legacy (FDB), The Master Genealogist (TMG) i Family Tree Legends (FTL). Cieszy się dużą popularnością, został pobrany przez ponad 40 milionów osób.

## Funkcje programu
Program występuje w dwóch wersjach: Darmowej oraz Premium. Wersja darmowa wyposażona jest w następujące funkcje:
- kreator zadań,
- możliwość dodawania zdjęć, dokumentów i filmów oraz porządkowania ich w albumach,
- technologia rozpoznawania twarzy na zdjęciach,
- możliwość tworzenia wykresów i raportów,
- funkcja lokalizacji zamieszczonych w drzewie genealogicznym osób na mapach,
- Smart Matching - dopasowanie drzewa genealogicznego do drzew znajdujących się na portalu MyHeritage w celu wyszukania dalszych krewnych[2],
- Smart Research - badanie drzewa genealogicznego w stu internetowych portalach genealogicznych[3]
- możliwość publikacji drzewa genealogicznego w internecie

Wersja Premium jest bardziej rozbudowana i oferuje więcej zaawansowanych funkcji. Aktualizacja odbywa się z wersji darmowej.

## Nagrody
Family Tree Builder zdobył „Recommended Award”, kiedy wersja numer 4 programu została zweryfikowana na stronie IT Reviews w październiku 2009 roku.